# Pampafű
A pampafű (Cortaderia) az egyszikűek (Liliopsida) osztályának perjevirágúak (Poales) rendjébe, ezen belül a perjefélék (Poaceae) családjába tartozó nemzetség.

## Rendszerezés
A nemzetségbe az alábbi 25 faj tartozik:
- Cortaderia araucana Stapf
- Cortaderia archboldii (Hitchc.) Connor & Edgar
- Cortaderia atacamensis (Phil.) Pilg.
- Cortaderia bifida Pilg.
- Cortaderia boliviensis M.Lyle
- Cortaderia columbiana (Pilg.) Pilg.
- Cortaderia fulvida (Buchanan) Zotov
- Cortaderia hapalotricha (Pilg.) Conert
- Cortaderia jubata (Lemoine ex Carrière) Stapf
- Cortaderia modesta (Döll) Hack. ex Dusén
- Cortaderia nitida (Kunth) Pilg.
- Cortaderia nitida x sericantha Sibth. & Sm.
- Cortaderia pilosa (d'Urv.) Hack.
- Cortaderia planifolia Swallen
- Cortaderia pungens Swallen
- Cortaderia richardii (Endl.) Zotov
- Cortaderia roraimensis (N.E.Br.) Pilg.
- Cortaderia rudiuscula Stapf
- ezüstös pampafű (Cortaderia selloana) (Schult. & Schult.f.) Asch. & Graebn. - típusfaj
- Cortaderia sericantha (Steud.) Hitchc.
- Cortaderia speciosa (Nees) Stapf
- Cortaderia splendens Connor
- Cortaderia toetoe Zotov
- Cortaderia turbaria Connor
- Cortaderia vaginata Swallen